# Kedestes sarahae
Kedestes sarahae là một loài bướm ngày thuộc họ Hesperiidae. Nó là loài duy nhất được tìm thấy ở Cederberg in the Western Cape.
Sải cánh dài 31–34 mm đối với con đực và 54–63 mm đối với con cái. Con trưởng thành bay vào cuối tháng 9.
Ấu trùng có thể ăn Merxmuellera species.